# Antonio Pérez Mendoza
Antonio Pérez Mendoza (Guadalajara, Jalisco, México; 20 de marzo de 1986) es un ex piloto de automovilismo mexicano.
Compitió por última vez en la NASCAR PEAK Mexico Series, conduciendo en un Toyota para Jimmy Morales. Fue campeón de la NASCAR PEAK Mexico Series de 2008.

## Carrera
Pérez comenzó a correr a tiempo completo en el Desafío Corona en 2006, ganando los honores de Novato del Año. 

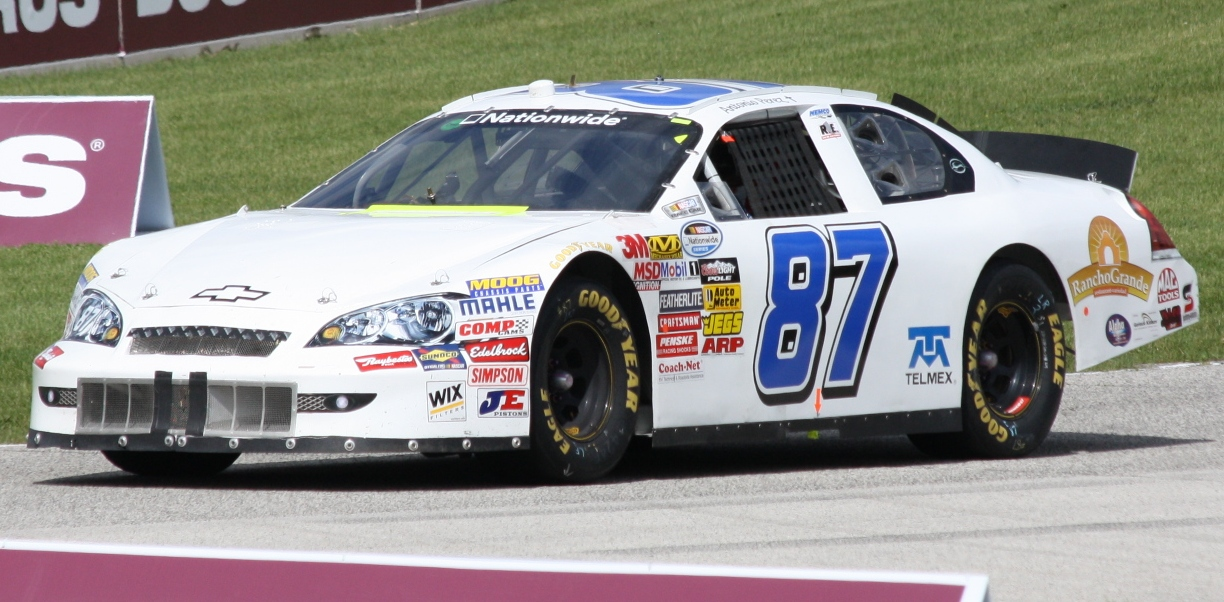
Pérez en el Road America, 2010.

Al año siguiente, ganó la primera carrera de su carrera en el Autódromo Monterrey En 2008, ganó el campeonato de la serie.
En 2007, Pérez hizo su debut en la NASCAR Xfinity Series en la Telcel-Motorola México 200 en el Autódromo Hermanos Rodríguez, conduciendo con el número 68 con Telmex Dodge. Después de calificar en el puesto 40, terminó en el puesto 42 después de sufrir un problema de transmisión en la segunda vuelta. 
Pérez regresó a la serie, luego rebautizada como Serie Nationwide, en 2008 para la ronda de la Ciudad de México, conduciendo el Dodge No. 86 con el patrocinio del club de fútbol de la asociación C.D. Guadalajara.

## Resultados

### 24 Horas de Daytona
| Año  | Equipo  | Copilotos                                                       | Automóvil                | Clase | Vueltas | Pos. | Pos. Clase |
| ---- | ------- | --------------------------------------------------------------- | ------------------------ | ----- | ------- | ---- | ---------- |
| 2016 | TRG-AMR | Santiago Creel Ricardo Pérez De Lara Lars Viljoen James Davison | Aston Martin Vantage GT3 | GTD   | 390     | 44.º | 20.º       |

## Vida personal
Hijo del expiloto y actual político Antonio Pérez Garibay, es el hermano de Sergio Pérez, ex piloto de carreras de Fórmula 1.